# Myrmecarchaea
Genre
Myrmecarchaea est un  genre fossile d'araignées aranéomorphes de la famille des Archaeidae.

## Distribution
Les espèces de ce genre ont été découvertes dans de l'ambre de la mer Baltique. Elles datent du Paléogène.

## Liste des espèces
Selon The World Spider Catalog 15.0 :
- †Myrmecarchaea petiolus Wunderlich, 2004
- †Myrmecarchaea pediculus Wunderlich, 2004

## Publication originale
- (en) Jörg Wunderlich, Fossil and extant spiders (Araneae) of the superfamily Eresoidea s.l., with special reference to the Archaeidae and remarks on some higher taxa of the superfamily Araneoidea., vol. 3, coll. « Beiträge zur Araneologie », 2004, 747–808 p..